# Delovoj centr (anello centrale di Mosca)
Delovoj centr (in russo: Деловой центр) è una stazione dell'anello centrale di Mosca inaugurata nel settembre 2016. Situata nel quartiere Presnenskij, la stazione è adiacente al Moscow International Business Centre, il gigantesco centro direzionale della capitale russa la cui costruzione è iniziata durante la presidenza di Boris Nikolaevič El'cin. A poca distanza dalla stazione si trova l'interscambio con la linea 4 presso la fermata di Meždunarodnaja; tuttavia, non vi è alcun interscambio tra questa stazione e l'omonima stazione posta lungo la linea 11 e la stazione di Delovoj centr posta invece sulla linea 8.
Nel 2018, la stazione era mediamente usata da 20.000 passeggeri al giorno